# Heinrich Burger
Heinrich Burger (Múnic, 31 de maig de 1881 – Múnic, 27 d'abril de 1942) va ser un patinador artístic sobre gel alemany que va competir a començaments del segle xx. Va ser campió olímpic i dues vegades campió del món, sempre en la modalitat de parelles junt a Anna Hübler.
El 1908 va prendre part en els Jocs Olímpics de Londres, on guanyà la medalla d'or en la prova parelles del programa de patinatge artístic junt a Anna Hübler. Aquell mateix any es proclamaren campions del món per parelles, títol que repetirien el 1910.

## Palmarès

### Individual
| Competició           | 1904 | 1905 | 1906 | 1907 | 1908 |
| -------------------- | ---- | ---- | ---- | ---- | ---- |
| Campionat del món    | 2n   |      | 2n   | 5è   | 3r   |
| Campionat d'Europa   | Ab.  | 2n   |      |      |      |
| Campionat d'Alemanya | 1r   |      | 1r   | 1r   |      |

### Parelles
Sempre amb Anna Hübler.
| Competició           | 1907 | 1908 | 1909 | 1910 |
| -------------------- | ---- | ---- | ---- | ---- |
| Jocs Olímpics        |      | 1r   |      |      |
| Campionat del món    |      | 1r   |      | 1r   |
| Campionat d'Alemanya | 1r   |      | 1r   |      |